# 東洋フィルム会社

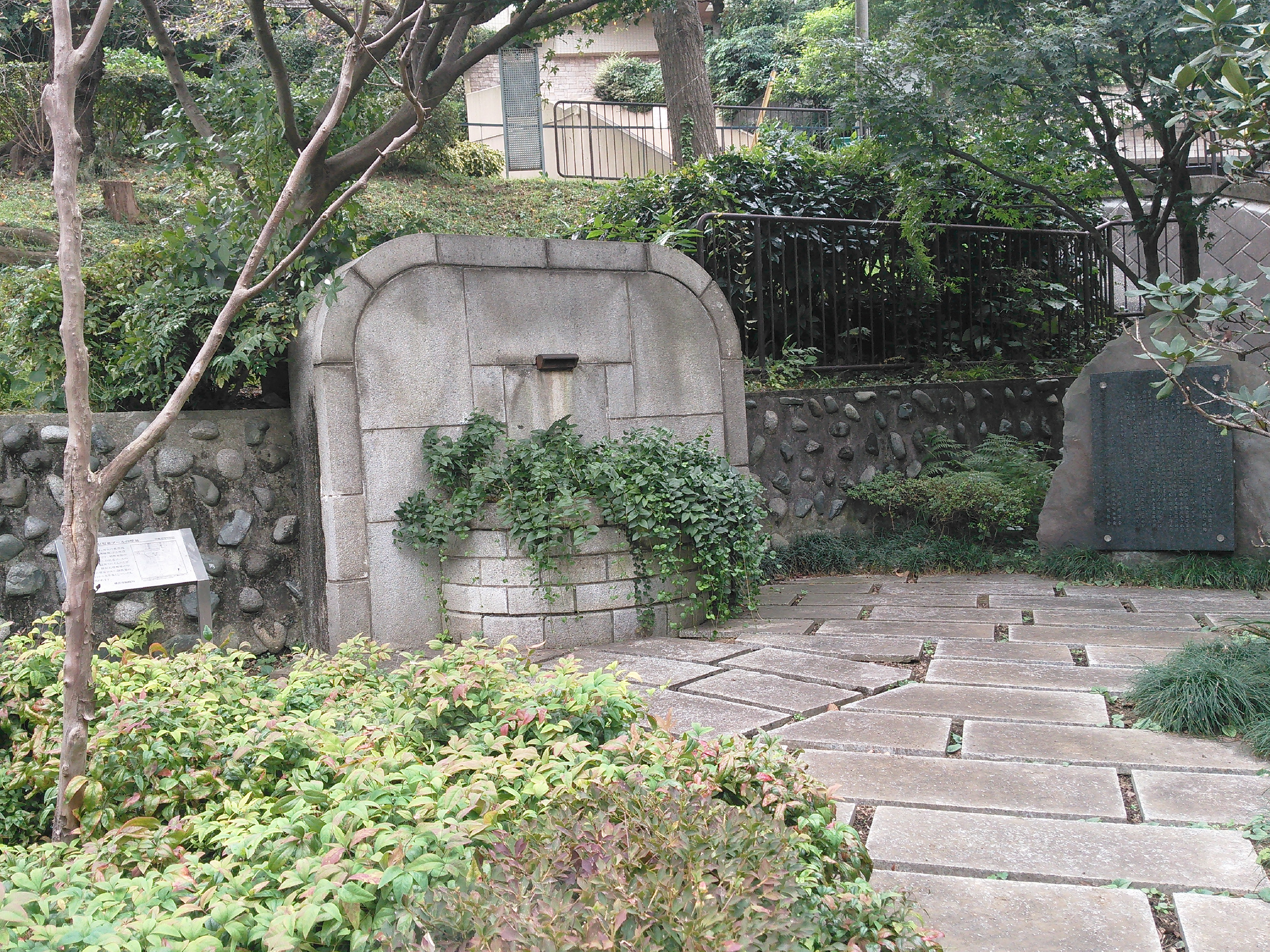
右に大正活映の記念碑　東洋フィルム会社から受け継がれた撮影所の跡を示す。

東洋フィルム会社（とうようフィルム）は、1917年 - 1920年（大正6年 - 9年）に存在した日本の映画会社である。

## 設立
東洋フィルム会社は1917年（大正6年）に浅野財閥の東洋汽船によって設立された。事務所は横浜市山下町31番地で、撮影所は山下町71番地だった。この頃大隈重信は外国人旅行客誘致により外貨を獲得する政策を立案しただけでなく、外国映画会社と提携して日本映画産業を発展させるべきだと考えていた。また渋沢栄一は、アメリカ合衆国（米国）のように、日本も映画を大きな産業にすべきだと考え、映画を娯楽だけでなく報道・宣伝・国際親善・教育などにも用いて国家・社会に役立てるべきだと考えていた。この両者の意向を受けて、東洋汽船社長で浅野財閥総帥の浅野総一郎が、米国の映画会社と提携してノウハウを吸収し日本映画を世界市場に輸出して、ハリウッドに対抗しようという気宇壮大な意図のもとに東洋フィルム会社を設立したと解釈されている。この1917年（大正6年）には東洋汽船は創業以来最高の業績だったので資金に余裕があった。浅野総一郎の次男浅野良三が社長に就任し、共同経営者ベンジャミン・ブロツキー（Benjamin Brodsky）が支配人兼制作責任者になった。
このブロツキーという人物は、ロシア系米国人で、映画会社を経営し、中国で撮影した紀行映画 A Trip Through China をこの頃に米国で公開して大成功していたので、高く評価されて協力を要請されたとされている。ブロツキーはハリウッドで撮影機材を調達して俳優などの人材も日本に連れてきた。女優マーガレット・リサイト、俳優の栗原トーマスとウォーレス・ビアリー、撮影技師ロジャー・デイルなどである。

## 撮影
1917年（大正6年）の夏から1918年（大正7年）にかけてブロツキー一行は日本政府提供の蒸気機関車で移動しながら京都や日光など日本中の観光名所で Beautiful Japan を撮影した。

## 米国での配給に失敗
東洋フィルム会社とブロツキーは米国にサンライズ映画会社（Sunrise Film Manufacturing Company）を設立して米国での映画配給に乗り出し、1918年（大正7年）11月にブロツキーと栗原トーマスが渡米して Beautiful Japan と Sanji Goto を売り込んだが、Beautiful Japan の一部を短編にした A Trip Through Japan with the YWCA が、YWCA で無料で上映されただけで、成果をあげることができなかった。それで、映画を編集し直して1919年（大正8年）11月にもう一度配給しようとしたが今度も失敗した。結局 Beautiful Japan は東京の帝国ホテルで披露されただけだった。期待に応えることができずに、1920年（大正9年）2月にブロツキーは日本を去った。
進んだ西洋と遅れた東洋を対比しようとするブロツキーと日本の役人や東洋フィルム会社とは意見が合わなかったこと、 A Trip Through China の撮影技師は優秀だったが Beautiful Japan の撮影技師はそうではなかったこと、外国人観光客誘致・日本企業の宣伝・ブロツキーの関心などを反映した雑多な内容で長く退屈な映像になったこと、アメリカ人は米国製品の市場になりうる中国には関心を示したが、競合する工業国である日本には関心を示さなかったということが失敗の理由であるとされる。

## 大正活映に再編
1920年（大正9年）4月に、ブロツキーを除外して、東洋フィルム会社は大正活映に再編された。その後ブロツキーはサンライズ映画会社の支配人として、米国でアメリカ映画を買い付けて大正活映に供給した。

## 作品
- Beautiful Japan （邦題『美しき日本』）

1917年 - 1918年（大正6年 - 7年）制作　
日本全国の名所を撮影した長編の実写映画で社団法人ジャパン・ツーリスト・ビューロー（現在のJTB）の依頼で制作された。YouTubeや他のサイトでその一部を鑑賞できる。
- Sanji Goto （邦題『成金』）

1918年（大正7年）制作　
中島岩五郎主演の短編劇映画。

## 影響
東洋汽船で浅野良三の秘書だった金指英一は、東洋フィルム会社で映画産業に関わるようになり、大正活映を経て、東宝の創業に関わった。東洋汽船に勤めていた佐生正三郎は、ユニバーサルやパラマウントの日本支社に転じて「配給の神様」と呼ばれるようになった。

## 関連文献
- 笹川慶子「東洋汽船の映画ビジネス」『関西大学アジア文化研究センターディスカッションペーパー』第12巻、関西大学アジア文化研究センター、2016年2月、61-65頁、hdl:10112/10338、ISSN 2187-0705、CRID 1050001202912784256。
- 岡田正子　Beautiful Japan　B.ブロツキーの幻の記録映画美しき日本について